# Oscar B. Wahlund
Oscar Bernhard Wahlund, "Den svenske Herkules" efter Herkules i romersk mytologi, född 20 april 1865 i Uppsala, död 16 januari 1901 i Torneberg i Bromma församling i Stockholm, var en svensk kraftkarl aktiv omkring sekelskiftet 1900. Wahlund turnerade runt i Europa och USA med sina konster. Bland annat lyfte han hästar och en hel femtonmannaorkester som samtidigt spelade The Star-Spangled Banner.
Han var son till arbetaren Johan Petter Wahlund och var gift med gotländskan Maria Sofia Sandelin (1858–1921). Han avled i lungsot.